# Jan C. Behrends

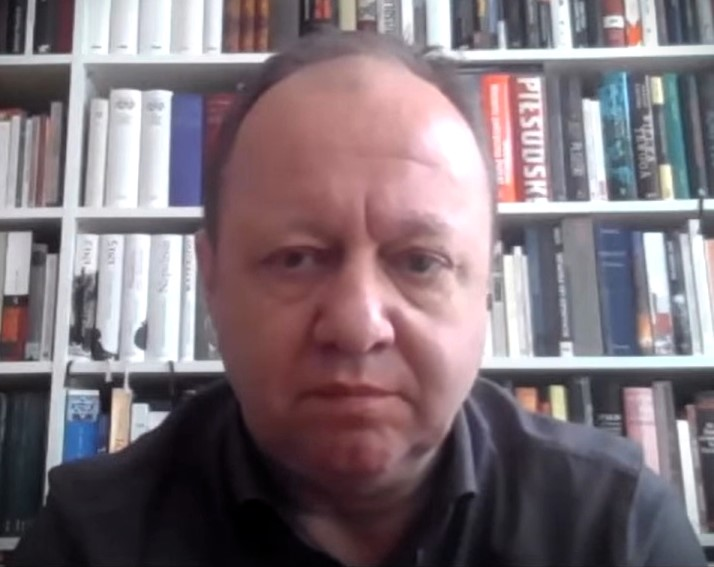
Jan C. Behrends, 2024

Jan Claas Behrends (* 5. Dezember 1969 in Bremen) ist ein deutscher Historiker und Hochschullehrer. Seine Forschungsschwerpunkte sind die Zeitgeschichte Osteuropas, Stadtgeschichte, europäische Diktaturen, Gewaltforschung und die post-sowjetische Zeit. Er hat die Professur Diktatur und Demokratie – Deutschland und Osteuropa von 1914 bis zur Gegenwart an der Europa-Universität Viadrina in Frankfurt (Oder) inne und forscht außerdem am Leibniz-Zentrum für Zeithistorische Forschung in Potsdam.

## Leben
Nach dem Studium der Geschichte, Literaturwissenschaft und Philosophie an der Freien Universität Berlin, der Humboldt-Universität zu Berlin, der University of Wisconsin und der Moskauer Lomonossow-Universität wurde er bei Christoph Kleßmann an der Universität Potsdam mit dem Thema Die erfundene Freundschaft. Propaganda für die Sowjetunion in Polen und in der DDR promoviert. Von 2005 bis 2011 arbeitete er als Historiker am Wissenschaftszentrum Berlin für Sozialforschung (WZB). Von 2005 bis 2019 war er Lehrbeauftragter für neueste und osteuropäische Geschichte an der FU Berlin sowie der HU Berlin. Im Jahr 2007 war Behrends Fedor-Lynen-Stipendiat der Alexander-von-Humboldt-Stiftung an der University of Chicago.
Seit April 2011 ist er am Leibniz-Zentrum für Zeithistorische Forschung (ZZF) in Potsdam als wissenschaftlicher Mitarbeiter tätig, von 2011 bis 2015 als Projektleiter des internationalen Forschungsnetzwerkes Violence and State Legitimacy in Late Socialism, das durch die Wissenschaftsgemeinschaft Gottfried Wilhelm Leibniz gefördert wurde. Seit 2019 leitet Behrends am ZZF das internationale Forschungsnetzwerk Legacies of Communism, das sich in historischer Perspektive mit der autoritären Entwicklung osteuropäischer und post-sowjetischer Gesellschaften nach dem Ende der kommunistischen Diktaturen beschäftigt.
Im März 2022 wurde Behrends auf eine Sonderprofessur an der Europa-Universität Viadrina in Frankfurt an der Oder berufen. Am 16. Mai 2022 hielt er dort seine Antrittsvorlesung über Das Ende der postsowjetischen Epoche oder die Bedeutung der 1990er Jahre für das 21. Jahrhundert, in der er den russischen Angriff auf die Ukraine vom 24. Februar 2022 als historische Zäsur, nicht aber als „Zeitenwende“ charakterisierte.
Behrends ist mit Aufsätzen zu Fragen von Propaganda und Öffentlichkeit in Diktaturen, zur Legitimation von Staatlichkeit im 20. Jahrhundert, zum Metropolenvergleich und zur Gewalt in Osteuropa hervorgetreten. Verstärkt seit der Annexion der Krim 2014 beschäftigt er sich mit dem Krieg in der Ukraine und dessen geopolitischen Konsequenzen und mit der Krise des russischen Staates seit dem Putschversuch von 1993, den er als Stichdatum für den Beginn des autoritären Umbaus in Russland begreift.
Im November 2022 gehörte er zusammen mit siebzig anderen prominenten Schriftstellern und Intellektuellen zu den Unterzeichnern des Aufrufs Der Ukraine helfen, diesen Kriegswinter zu überstehen!
Er ist Gastautor der Wochenzeitung Die Zeit und Autor beim Gemeinschaftsblog Salonkolumnisten.

## Audios
- Wehrhafte Demokratie. Historiker: „Demokratie ist eine Ordnung, die wir jeden Tag leben müssen“, 24.47 Minuten Audio-Version, Jan Claas Behrends im Gespräch mit Marcus Pindur. In: Deutschlandfunk. Kulturfragen. Debatten und Dokumente, 8. Januar 2023

## Mitgliedschaften
- Association for Slavic, East European, and Eurasian Studies (ASEEES)
- Deutsche Gesellschaft für Osteuropakunde (DGO)
- Geschichtsforum beim SPD-Parteivorstand[11]
- Memorial Deutschland
- Verband der Historiker und Historikerinnen Deutschlands

## Publikationen (Auswahl)

### Als Autor
- Die erfundene Freundschaft. Propaganda für die Sowjetunion in Polen und in der DDR (= Zeithistorische Studien. Band 32). Böhlau, Köln/Weimar/Wien 2006, ISBN 3-412-23005-7 (Digitalisat auf zeitgeschichte-digital.de).
- Moskau und Chicago als Metropolen der Moderne. Sozialer Konflikt und gesellschaftliche Integration 1870–1914. WZB, Berlin 2007.
- Politische Führung in der Diktatur. In: Aus Politik und Zeitgeschichte (APuZ) 2–3/2010.
- Diktatur. Moderne Gewaltherrschaft zwischen Leviathan und Behemoth. In: Docupedia-Zeitgeschichte, 2012.
- Legacies of Communism: Comparative Remarks. In: Juliane Fürst, Silvio Pons, Mark Selden (Hrsg.): Endgames? Late Communism in Global Perspective, 1968 to the Present (= The Cambridge History of Communism. Band 3). Cambridge University Press, Cambridge 2017, ISBN 978-1-316-50159-7, S. 556–580, doi:10.1017/9781316471821 (englisch).
- Post-Sowjetische Lebenswelten. Metropol, Berlin 2021.

### Als Herausgeber
- mit Gábor T. Rittersporn und Malte Rolf: Sphären von Öffentlichkeit in Gesellschaften sowjetischen Typs. Zwischen partei-staatlicher Selbstinszenierung und kirchlichen Gegenwelten (= Komparatistische Bibliothek. Bd. 11). Peter Lang, Frankfurt am Main 2003.
- mit Thomas Lindenberger und Patrice G. Poutrus: Fremde und Fremd-Sein in der DDR. Zu historischen Ursachen der Fremdenfeindlichkeit in Ostdeutschland. Metropol, Berlin 2003 (Digitalisate einzelner Beiträge auf zeitgeschichte-digital.de).
- mit Arfon Rees, Bálazs Apor und Polly Jones: The Leader Cult in Communist Dictatorships. Stalin and the Eastern Bloc. Palgrave, Basingstoke/New York 2004.
- mit Árpád von Klimó und Patrice G. Poutrus: Antiamerikanismus im 20. Jahrhundert. Studien zu West- und Osteuropa (= Studien zur Politik- und Gesellschaftsgeschichte. Bd. 68). Dietz, Bonn 2005.
- mit Martin Kohlrausch: Races to Modernity. Metropolitan Aspirations in Eastern Europe, 1890–1940. Central European University Press, Budapest/New York 2014.
- mit Thomas Lindenberger: Underground Publishing and the Public Sphere. Transnational Perspectives (= Wiener Studien zur Zeitgeschichte. Bd. 6). Lit Verlag, Wien 2014.
- mit Vera Dubina und Andrej Sorokin: Povsednevnaja žizn' pri socializme. Nemeckie i rossiiskie podchody (Alltagsleben im Sozialismus. Deutsche und russische Annäherungen). Rosspen, Moskau 2015.
- Nationalities Papers 43, 5 (2015), Special Issue: War, Violence, and the Military during Late Socialism and Transition.
- mit Thomas Lindenberger und Nikolaus Katzer: 100 Jahre Roter Oktober. Zur Weltgeschichte der Russischen Revolution. Ch. Links, Berlin 2017.
- The Return to War and Violence. Case Studies on the USSR, Russia and Yugoslavia, 1979–2014. Routledge, London, New York 2017.
- mit Jürgen Danyel: Grenzgänger und Brückenbauer. Zeitgeschichte durch den Eisernen Vorhang. Wallstein, Göttingen 2019.